# Michele Di Gregorio
Michele Di Gregorio (Milaan, 27 juli 1997) is een Italiaans voetballer die als doelman speelt. Hij tekende in 2024 voor Juventus.

## Clubcarrière
Di Gregorio werd geboren in Milaan en speelde in de jeugdacademie van Internazionale. Die club verhuurde hem achtereenvolgens aan AC Renate, Novara,  Pordenone en AC Monza. In mei 2022 promoveerde hij met AC Monza naar de Serie A, waarop de club besloot de doelman definitief over te nemen. In juli 2024 tekende Di Gregorio bij Juventus. Hij debuteerde op 20 augustus 2024 tegen Como 1907.